# 拉氏弱棘鯻
拉氏弱棘鯻（學名：Hephaestus raymondi）為鱸形目鱸亞目鯻科的其中一種，目前已知發現於巴布亞紐幾內亞Morehead河流域，本魚體粗壯，呈紡錘型，背鰭硬棘12枚；背鰭軟條14枚；臀鰭硬棘3枚；臀鰭軟條10-11枚，體長可達25公分，棲息在水質清澈、礫石底質流經雨林的溪流底層水域，屬肉食性，繁殖期時，成魚會保護卵並搧動魚鰭提供足夠的氧，生活習性不明。

## 擴展閱讀
維基物種上的相關：拉氏弱棘鯻